# Ashleigh Brennan
Ashleigh Brennan (Melbourne, 18 gennaio 1991) è un'ex ginnasta australiana, che ha partecipato ai giochi olimpici del 2008 e del 2012 con la Nazionale di artistica femminile.